# Nichole Hiltz
Nichole Hiltz, również Nichole M. Hiltz, Nicole Hiltz (ur. 3 września 1978 w Hanover w stanie Massachusetts) – amerykańska aktorka.
Nim rozpoczęła karierę w showbiznesie, pracowała jako kelnerka. Wystąpiła w epizodycznych rolach w filmach Stary, gdzie moja bryka? (Dude, Where's My Car?, 2000) oraz Płytki facet (Shallow Hal, 2001). Pierwszą istotną rolę zagrała w horrorze Lucky’ego McKee May (2002), gdzie wcieliła się w uwodzicielską Ambrosię − kochankę pracownicy kliniki weterynaryjnej Polly (w tej roli Anna Faris) oraz śmiertelną ofiarę niezrównoważonej psychicznie bohaterki tytułowej (Angela Bettis).
Po gościnnych udziałach w serialach telewizyjnych V.I.P. i Buffy, postrach wampirów, wystąpiła jako nauczycielka języka francuskiego w komedii Austin Powers i Złoty Członek (Austin Powers in Goldmember, 2002). W 2006 roku pojawiła się jako Libby Collins w trzech odcinkach serialu ABC Gotowe na wszystko oraz jako Wanda w pełnometrażowej adaptacji popularnego serialu Trailer Park Boys - The Big Dirty. W latach 2008–2009 grała w serialu kryminalnym FOX Kości. Obecnie wciela się w postać Brandi Shannon w serialu USA Network In Plain Sight.